# Henry Sharp
Pour les articles homonymes, voir Sharp.

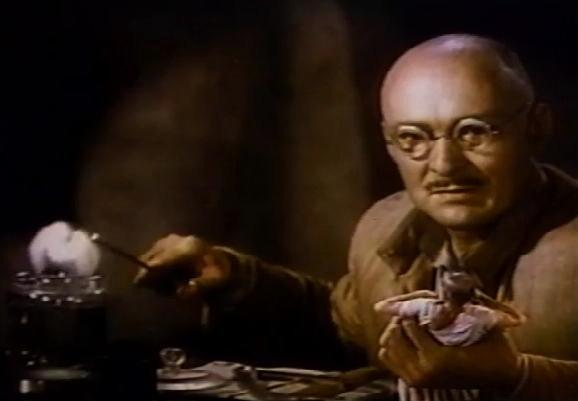
Docteur Cyclope (1940) : Albert Dekker tenant Charles Halton miniaturisé dans sa main

Henry T. Sharp (généralement crédité Henry Sharp), né le 13 mai 1894 à New York (État de New York), mort le 6 août 1966 à Los Angeles (Californie), est un directeur de la photographie américain, membre de l'ASC.

## Biographie
Au cinéma, Henry Sharp débute comme chef opérateur sur un film muet sorti en 1920. Au total, il collabore à cent-seize films américains (dont une trentaine muets), régulièrement jusqu'en 1949.
Parmi ses films notables, mentionnons Le Pirate noir d'Albert Parker (1926) et Le Masque de fer d'Allan Dwan (1929), tous deux avec Douglas Fairbanks, La Foule de King Vidor (1928, avec Eleanor Boardman), La Soupe au canard de Leo McCarey (1933, avec les Marx Brothers), ou encore Espions sur la Tamise de Fritz Lang (1944, avec Ray Milland et Marjorie Reynolds).
En fin de carrière, hormis un ultime film sorti en 1959 (le western Californie, terre nouvelle de Ted Tetzlaff, avec Patrick Wayne), Henry Sharp travaille pour la télévision, contribuant à trois séries, entre 1952 et 1961.

## Filmographie partielle

### Cinéma
- 1921 : Lèvres menteuses (Lying Lips) de John Griffith Wray
- 1921 : Mother o' Mine de Fred Niblo
- 1922 : The Hottentot de James W. Horne et Del Andrews
- 1922 : Lorna Doone de Maurice Tourneur
- 1922 : The Third Alarm d'Emory Johnson
- 1923 : The Sunshine Trail de James W. Horne
- 1923 : L'Âme de la bête (Soul of the Beast) de John Griffith Wray
- 1923 : Anna Christie de John Griffith Wray et Thomas H. Ince
- 1924 : A Girl of the Limberlost de James Leo Meehan
- 1924 : Comédiennes (The Marriage Circle) d'Ernst Lubitsch
- 1924 : Dynamite Smith de Ralph Ince
- 1924 : Barbara Frietchie de Lambert Hillyer
- 1924 : Tiger Thompson de B. Reeves Eason
- 1924 : Christine of the Hungry Heart de George Archainbaud
- 1925 : Don X, fils de Zorro (Don Q Son of Zorro) de Donald Crisp
- 1925 : L'Avalanche (Enticement) de George Archainbaud
- 1926 : Le Pirate noir (The Black Pirate) d'Albert Parker
- 1926 : The Boy Friend (en) de Monta Bell
- 1927 : Slide, Kelly, Slide d'Edward Sedgwick
- 1927 : The Lovelorn de John P. McCarthy
- 1928 : Le Loup de soie noire (The Big City) de Tod Browning
- 1928 : Brotherly Love de Charles Reisner
- 1928 : La Foule (The Crowd) de King Vidor
- 1928 : Dans la ville endormie (While the City Sleeps) de Jack Conway
- 1929 : Loin vers l'est (Where East is East) de Tod Browning
- 1929 : Coureur (Speedway) de Harry Beaumont
- 1929 : Le Masque de fer (The Iron Mask) d'Allan Dwan
- 1929 : Tonnerre (Thunder) de William Nigh
- 1930 : Way Out West de Fred Niblo
- 1930 : The Sins of the Children de Sam Wood
- 1930 : Love in the Rough de Charles Reisner
- 1930 : Lord Byron of Broadway de Harry Beaumont et William Nigh
- 1931 : The Lion and the Lamb de George B. Seitz
- 1931 : The False Madonna de Stuart Walker
- 1932 : Strangers in Love de Lothar Mendes
- 1932 : The Broken Wing (en) de Lloyd Corrigan
- 1932 : The Strange Case of Clara Deane de Louis J. Gasnier et Max Marcin
- 1932 : This Reckless Age de Frank Tuttle
- 1932 : Madame Racketeer de Harry Wagstaff Gribble et Alexander Hall
- 1932 : The Man called Back de Robert Florey
- 1932 : Madison Sq. Garden de Harry Joe Brown
- 1932 : The Devil is driving de Benjamin Stoloff
- 1932 : 70,000 Witnesses de Ralph Murphy
- 1933 : From Hell to Heaven d'Erle C. Kenton
- 1933 : Alice au pays des merveilles (Alice in Wonderland) de Norman Z. McLeod
- 1933 : La Soupe au canard (Duck Soup) de Leo McCarey
- 1934 : Une riche affaire (It's a Gift) de Norman Z. McLeod
- 1934 : La Demoiselle du téléphone (Ladies should listen) de Frank Tuttle
- 1934 : Poker Party (Six of a Kind) de Leo McCarey
- 1934 : Sa Majesté s'amuse (All the King's Horses) de Frank Tuttle
- 1934 : Here comes the Groom d'Edward Sedgwick
- 1934 : Melody in Spring de Norman Z. McLeod
- 1934 : Le Môme boule-de-gomme (The Lemon Drop Kid) de Marshall Neilan
- 1935 : La Clé de verre (The Glass Key) de Frank Tuttle
- 1936 : Le Doigt qui accuse (The Accusing Finger) de James P. Hogan
- 1936 : Rose Bowl de Charles Barton
- 1936 : Vingt-cinq Ans de fiançailles (Early to Bed) de Norman Z. McLeod
- 1937 : Murder Goes to College de Charles Reisner
- 1937 : Wild Money de Louis King
- 1937 : Blonde Trouble (en) de George Archainbaud
- 1937 : Hold 'Em Navy (en) de Kurt Neumann
- 1938 : Trafic illégal (Illegal Traffic) de Louis King
- 1938 : Scandal Street (en) de James P. Hogan
- 1938 : His Exciting Night de Gus Meins
- 1938 : Campus Confessions de George Archainbaud
- 1939 : Boy Trouble de George Archainbaud
- 1939 : Sudden Money de Nick Grinde
- 1940 : Le Gant d'or (Golden Gloves) de Edward Dmytryk et Felix E. Feist
- 1940 : Docteur Cyclope (Dr Cyclops) de Ernest B. Schoedsack
- 1941 : Le Rapt du rapide 5 (Broadway Limited) de Gordon Douglas
- 1942 : Inflation de Cy Endfield
- 1942 : The Hidden Hand de Benjamin Stoloff
- 1944 : Espions sur la Tamise (Ministry of Fear) de Fritz Lang
- 1944 : Crime by Night de William Clemens
- 1944 : Les Hommes de demain (Tomorrow, the World) de Leslie Fenton
- 1945 : Jealousy de Gustav Machatý
- 1945 : What Next, Corporal Hargrove? de Richard Thorpe
- 1945 : The Woman Who Came Back de Walter Colmes
- 1946 : The Fabulous Suzanne de Steve Sekely
- 1947 : C'est arrivé dans la Cinquième Avenue (It happened on Fifth Avenue) de Roy Del Ruth
- 1948 : Strike It Rich de Lesley Selander
- 1949 : The Lawton Story de William Beaudine et Harold Daniels
- 1959 : Californie, terre nouvelle (The Young Land) de Ted Tetzlaff